# Carpelimus salinus
Carpelimus salinus är en skalbaggsart som beskrevs av Moore 1964. Carpelimus salinus ingår i släktet Carpelimus och familjen kortvingar. Inga underarter finns listade i Catalogue of Life.